# Enicospilus sichuanensis
Enicospilus sichuanensis är en stekelart som beskrevs av Wang 1997. Enicospilus sichuanensis ingår i släktet Enicospilus och familjen brokparasitsteklar. Inga underarter finns listade i Catalogue of Life.